# Joaquim Piscarreta
Joaquim Carlos Piscarreta Rego (ur. 8 października 1950 w Lagoi) – portugalski samorządowiec, poseł do Parlamentu Europejskiego (od 2002 do 2004).

## Życiorys
Kształcił się w zakresie administracji i rachunkowości. Od 1976 do 1985 pracował w banku Banco Fonsecas & Burnay. Udzielał się politycznie w Partii Socjaldemokratycznej, obejmował różne kierownicze funkcje w regionie Algarve. Od 1976 do 1985 był radnym Lagoi. Następnie przez dziewięć lat zajmował stanowisko aldermana (wiceburmistrza) w miejskiej administracji. W latach 1995–2002 sprawował urząd burmistrza Lagoi, obejmując również kierownicze funkcje w krajowym i regionalnym związku jednostek samorządu terytorialnego.
W 2002 objął mandat posła do Parlamentu Europejskiego V kadencji. Należał do grupy chadeckiej, pracował w Komisji Budżetowej oraz Komisji Rybołówstwa. W PE zasiadał do 2004. W 2006 i 2009 ponownie wybierany do rady miasta Lagoa.